# Giới quý tộc

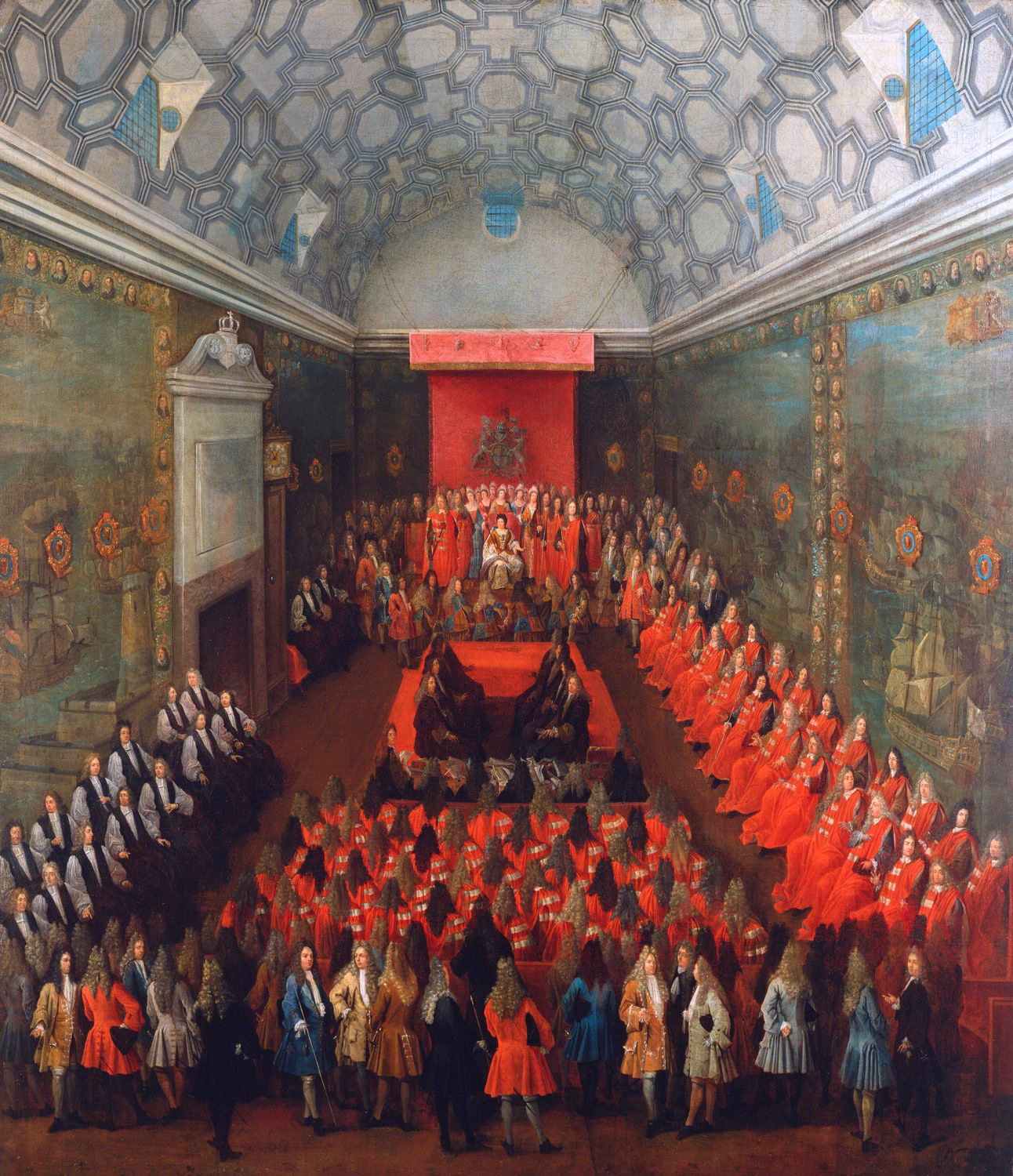
Viện Quý tộc là thượng nghị viện trong Quốc hội Vương quốc Liên hiệp Anh và Bắc Ireland với các thành viên xuất thân từ giới quý tộc (cả quý tộc lưu truyền và quý tộc không lưu truyền).

Giới quý tộc là một giai cấp xã hội, có những đặc quyền, quyền lực hoặc địa vị cao trọng được công nhận so với các tầng lớp khác trong xã hội, địa vị này thường được lưu truyền trong gia đình từ đời này sang đời khác. Thuật ngữ này tuy nhiên không được định nghĩa rõ ràng. Ngay cả tại châu Âu, mỗi nước có những tiêu chuẩn khác nhau, để xem ai thuộc giới quý tộc.
Các đặc quyền gắn liền với giới quý tộc có thể tạo lợi thế đáng kể so với các giới khác, hoặc có thể có danh tiếng (do vậy được ưu tiên), và thay đổi từ nước này sang nước khác thời đại này sang thời đại khác. Trong lịch sử, thành viên trong giới quý tộc và các đặc quyền của họ được quy định hoặc được thừa nhận bởi các vị vua hay nhà nước, do đó phân biệt nó từ các lĩnh vực khác của tầng lớp thượng lưu của một quốc gia trong đó sự giàu có, lối sống hoặc những quan hệ đánh dấu sự nổi bật của họ. Mặc dù vậy, giới quý tộc ít khi thành lập một đẳng cấp khép kín; đạt đủ quyền lực, sự giàu có, sức mạnh quân sự hay được sự ủng hộ của hoàng gia, cho phép người thường lên thành giới quý tộc.
Thường thì có nhiều cấp bậc trong lớp quý tộc. Công nhận pháp lý của giới quý tộc được phổ biến hơn trong các chế độ quân chủ, nhưng giới quý tộc cũng tồn tại trong chế độ như Cộng hòa Hà Lan (1581–1795), Cộng hòa Genova (1005–1815) và Cộng hòa Venezia (697–1797), và vẫn là một phần của cấu trúc xã hội hợp pháp của một số chế độ không lưu truyền quyền lực, ví dụ, San Marino và Thành Vatican ở châu Âu. Danh hiệu lưu truyền sang đời sau thường phân biệt quý tộc với phi quý tộc, mặc dù ở nhiều quốc gia hầu hết giới quý tộc không có danh hiệu, và một danh hiệu lưu truyền không nhất thiết thuộc giới quý tộc (ví dụ, tòng nam tước). Ở một số nước lại có giới quý tộc không lưu truyền, như Đế quốc Brasil.

## Từ nguyên
Theo từ điển "Word Origins Dictionary", xét về mặt từ nguyên, "quý tộc" (noble) đơn giản chỉ có nghĩa là "nổi tiếng, được nhiều người biết đến". Từ "noble" trong tiếng Anh xuất phát từ từ "noble" trong tiếng Pháp cổ, nhưng nguồn gốc của nó là từ "nobilis" trong tiếng Latin. Tuy nhiên, "nobilis" chỉ là hình thức sau này của từ "gnobilis" ("gno-" = "know" (biết); "gno-" cũng là gốc từ của từ tiếng Anh "notorious" nghĩa là "khét tiếng"). Từ nghĩa ban đầu của "nobilis" là "có thể biết đến" (knowable), dần trở thành "được biết đến" (known) và sau này mở rộng nghĩa, biến đổi thành "noble", tức là "nổi tiếng, được nhiều người biết đến" (well known) (từ "noble" trong tiếng La Mã cổ có nghĩa là "thuộc về một dòng họ có nhiều thành viên giữ chức cao trong nhà nước").
Các từ điển uy tín như Oxford, Cambridge, Collins, MacMillan đều có định nghĩa tương tự nhau về "quý tộc", với những đặc điểm sau: 1/ thuộc về một dòng họ giữ địa vị cao trong xã hội, 2/ nhất là những người có nguồn gốc như trên ngay từ khi mới lọt lòng, 3/ có tước hiệu hoặc không và 4/ đặc biệt có nguồn gốc từ thời phong kiến.
Theo từ điển Collins COBUILD Advanced Learner's Dictionary (tái bản lần 5), ngoài nghĩa như đã nêu ở trên, "quý tộc" (noble) còn được sử dụng với các hàm ý khác nhau trong các trường hợp sau:
1. Khi nói tới một người mà bạn ngưỡng mộ và tôn trọng họ vì tính không vị kỷ và có phẩm chất đạo đức tốt.
2. Khi nói về một quan niệm, ý tưởng, mục đích hoặc hành động nào đó dựa trên những nguyên tắc đạo đức cao đẹp.
3. Khi nói tới thứ gì mà bạn cho rằng vẻ ngoài hoặc phẩm chất của nó rất ấn tượng, khiến nó nổi bật lên so với những thứ cùng loại.